# Neomaenas luctuosus
Neomaenas luctuosus är en fjärilsart som beskrevs av Reed 1877. Neomaenas luctuosus ingår i släktet Neomaenas och familjen praktfjärilar. Inga underarter finns listade i Catalogue of Life.